# James Horsburgh

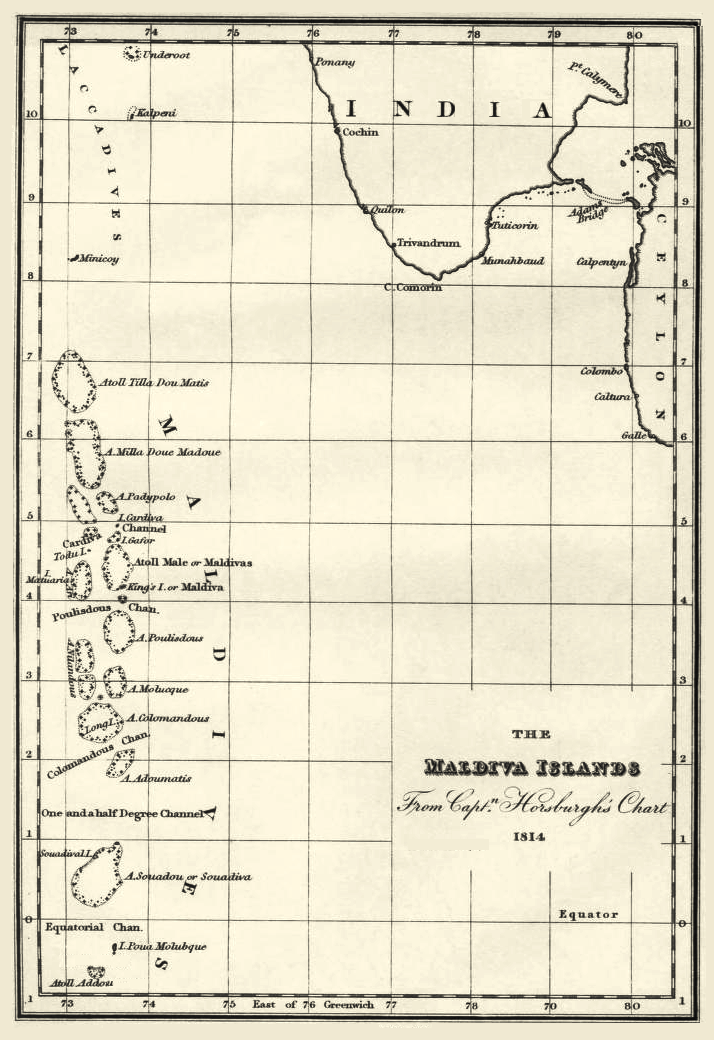
Mapa de 1814 da 'The Maldiva Islands' pelo capitão James Horsburgh.

Carta da costa oriental da China, a última carta publicada por Horsburgh, com nomes em chinês e inglês.

James Horsburgh F.R.S (Elie, Fife, 28 de setembro de 1762 — Guangzhou, 14 de maio de 1836) foi um hidrógrafo escocês que trabalhou para a Companhia Britânica das Índias Orientais (British East India Company ou EIC) que no final do século XVIII e início do século XIX cartografou muitas das vias marítimas do Oceano Índico, Arquipélago Malaio e costas da China. Ficou famoso pelo seu India Directory (o Diretório da Índia), um conjunto de instruções de navegação que formou o roteiro padrão para os mares daquela região durante mais de meio século.

## Biografia
James Horsburgh nasceu em Elie em Fife. Os seus pais eram pobres, mas conseguiram assegurar-lhe uma educação numa escola local, onde aprendeu as noções básicas de matemática, contabilidade e teoria da navegação. Foi aprendiz dos Messrs. Wood, comerciantes de Elie. Aos 16 anos, fez-se ao mar, navegando de Newcastle para Hamburgo, Holanda e Ostend, principalmente no comércio de carvão. Em maio de 1770, o seu navio foi capturado pelos franceses e foi aprisionado em Dunkirk.
Após a sua libertação, efectuou viagens às Índias Ocidentais e a Calcutá. Em 30 de maio de 1786, a bordo do navio Atlas da EIC, que navegava de Jacarta para o Ceilão, naufragou na ilha de Diego Garcia. O desastre influenciou a sua decisão de se dedicar à produção de cartas naúticas exactas e à melhoria dos conhecimentos de navegação.
Depois de ter sido salvo do naufrágio em Diego Garcia, viajou para Bombaim e juntou-se à tripulação do Gunjanwar, no qual se tornou imediato. Passou os dez anos seguintes embarcado em vários navios de grande tonelagem que efectuavam o comércio entre Bombaim, Bengala e a China. Em 1791, juntou-se à tripulação do Anna. Durante duas viagens à China, aprendeu a desenhar, a gravar e a fazer espeleologia, e fez muitas observações que lhe permitiram construir três cartas: a do Estreito de Macassar; a da parte ocidental das Filipinas; e a do trajeto do Estreito de Dampier, através da Passagem de Pitt, até Batávia. Estas cartas foram enviadas a Alexander Dalrymple, hidrógrafo da EIC, que as publicou para uso dos navios da Companhia. Horsburgh recebeu uma carta de agradecimento e uma quantia em dinheiro para a compra de instrumentos náuticos.
Em 1796, regressou a Inglaterra como imediato do Carron e conheceu Dalrymple, que o apresentou a vários cientistas eminentes, incluindo Sir Joseph Banks e Nevil Maskelyne. Em seguida, navegou para as Índias Ocidentais no Carron, onde transportou tropas para Porto Rico e Trinidad. Em 1798 assumiu o comando do Anna, o navio em que tinha sido primeiro imediato, navegando para a China, Bengala e Madras, bem como duas vezes para Inglaterra. Durante aquelas viagens continuou a fazer observações frequentes.
Quando estava em Bombaim, comprou o relógio astronómico que tinha sido feito para a expedição em busca de Jean-François de Galaup, conde de La Pérouse. Este relógio, fabricado por Ferdinand Berthoud, tinha um pêndulo de excelente precisão e Horsburgh instalou-o em Bombaim e Cantão para a classificação de cronómetros e para observações dos eclipses dos satélites de Júpiter. De abril de 1802 a fevereiro de 1804, registou a pressão barométrica de quatro em quatro horas. Este facto levou à descoberta de uma subida e descida diurna da pressão atmosférica no oceano aberto, que era muito menos evidente perto de terra. Estes resultados foram publicados na revista Philosophical Transactions em 1805. Nesse ano, Horsburgh viajou para Inglaterra no navio Cirencester. Nesta viagem, o seu companheiro foi o Capitão Peter Heywood, da Marinha Real Britânica, um explorador experiente que posteriormente o ajudou a preparar as suas obras para publicação.
Em março de 1806, Horsburgh foi eleito Fellow da Royal Society. Os seus proponentes foram A B Lambert, H Cavendish, A Dalrymple, Wm Marsden, Nevil Maskelyne e M Garthshore. Em 1808, publicou o India Directory, Or, Directions for Sailing to and from the East Indies, China, New Holland, Cape of Good Hope, Brazil, and the Interjacent Ports. Esta obra, tão completa como o seu título sugere, foi compilada, em parte, a partir das suas próprias observações e cartas, efectuadas ao longo de 21 anos de navegação naquelas águas, e, em parte, a partir da compilação e síntese dos diários e relatórios de outros navegadores na posse do EIC. Tornou-se uma obra de referência para a navegação durante mais de meio século, tendo passado por várias edições, a última das quais a oitava, em 1864.
Alexander Dalrymple morreu em 1808. Dois anos mais tarde, Horsbrurgh foi nomeado seu sucessor no cargo de hidrógrafo do EIC. Como hidrógrafo, publicou muitas cartas novas. Em 1816, publicouAtmospheric Register for indicating storms at sea. Em 1819, publicou uma edição revista e alargada do Treatise on Marine Surveying da autoria de Murdoch Mackenzie.
Robert Moresby, durante o seu levantamento das Maldivas em 1834, deu o nome de James Horsburgh a um pequeno atol a sul de Goidhoo (Atol de Baa), em homenagem ao seu valioso trabalho hidrográfico anterior.
A Ilha Horsburgh nas Ilhas Cocos (Keeling) também tem o seu nome, assim como o Farol Horsburgh, situado na Pedra Branca, Singapura, cuja construção foi financiada por um grupo de comerciantes britânicos em Cantão, China (atualmente Guangzhou).
Horsburgh foi o primeiro a documentar a ilha atualmente conhecida como Spratly, dando-lhe o nome de Storm Island. No entanto, o avistamento de Richard Spratly acabou por se tornar mais conhecido e levou à designação de toda a região como as Ilhas Spratly.